# Shin-Etsu Chemical
Shin-Etsu Chemical Co., Ltd. (яп. 信越化学工業株式会社 синъэцу кагаку ко:гё: кабусики гайся) — крупнейшая химическая компания Японии, крупнейший в мире производитель поливинилхлорида, фотошаблонов, кремния и синтетических феромонов. В списке крупнейших компаний мира Forbes Global 2000 в 2022 году заняла 381-е место.

## История
Компания была основана в 1926 году под названием Shin-Etsu Nitrogen Fertilizer Co., Ltd. («Азотные удобрения Син-Эцу»), в 1940 году сменила название на Shin-Etsu Chemical Co., Ltd. В 1949 году акции компании были размещены на Токийской фондовой бирже. С 1956 года компания начала производство поливинилхлорида, а с 1960 года — сверхчистого кремния. В 1973 году была создана дочерняя компания в США Shintech, Inc. В 2003 году Shin-Etsu за 31 млрд иен приобрела подразделение швейцарской фирмы Clariant AG по выпуску метилцеллюлозы, что сделало компанию крупнейшим в мире производителем метилцеллюлозы.

## Деятельность
Производственные мощности компании состоят из 27 заводов в Японии и 93 предприятия в 19 других странах, включая США, КНР, Республику Корея, Таиланд, Малайзию, Сингапур, Филиппины, Вьетнам, Мьянму, Тайвань, Великобританию, Германию, Нидерланды и Португалию.
Основные подразделения по состоянию на март 2022 года:
- Поливинилхлорид и химикаты — производство поливинилхлорида, каустической соды, хлорметана и метанола.
- Силиконы — производство силиконов.
- Функциональные химикаты — производные целлюлозы, кремния, синтетических феромонов.
- Полупроводники — производство сверхчистого кремния для изготовления микросхем.
- Электроника и функциональные материалы — редкоземельные магниты, защитные покрытия для светодиодов и микросхем, фоторезисты, фотошаблоны из синтетического кварца.
- Услуги — экспорт технологий и оборудования.

|                     | 2013  | 2014  | 2015  | 2016  | 2017  | 2018  | 2019  | 2020  | 2021  | 2022  |
| ------------------- | ----- | ----- | ----- | ----- | ----- | ----- | ----- | ----- | ----- | ----- |
| Оборот              | 1025  | 1166  | 1256  | 1280  | 1237  | 1441  | 1594  | 1544  | 1497  | 2074  |
| Чистая прибыль      | 105,7 | 113,6 | 128,6 | 148,8 | 175,9 | 266,2 | 309,1 | 314,0 | 293,7 | 500,1 |
| Активы              | 1921  | 2199  | 2452  | 2510  | 2656  | 2903  | 3039  | 3230  | 3381  | 4053  |
| Собственный капитал | 1623  | 1822  | 2013  | 2080  | 2190  | 2413  | 2533  | 2723  | 2887  | 3429  |